# Ezekiel Chebii
Ezekiel Kiptoo Chebii (3 januari 1991) is een atleet uit Kenia. Hij is gespecialiseerd in de lange afstanden tot de marathon. Hij won 12 wegwedstrijden, waaronder de marathon van Madrid.

## Biografie
Zijn eerste wedstrijd buiten Afrika was de Wiezoloop in Wierden, waar hij 2e werd op de 10 km.
In 2009 werd hij vijfde in de Singelloop Utrecht en vierde in de 10 km-wedstrijd van Paderborn. In 2010 werd hij tweede in de Hilversum City Run.
In 2011 werd hij vierde in de halve marathon van Nice en tweede in de Bredase Singelloop.
In 2012 werd hij derde in de halve marathon van Berlijn in een tijd van 59.22, voor de eerste keer onder het uur en wint de halve marathon van Lille met 59.05 in een parcoursrecord. Met deze tijd behoort hij tot de snelsten op de halve marathon aller tijden.
Bij de Halve marathon van Ras al-Khaimah wordt hij 13e en tijdens de CPC Loop in Den Haag won hij het brons.
In de Rotterdam Marathon van 2013 trad hij op als tempomaker.
Hij won brons in de halve marathon van Lissabon in 2014. Later dat jaar maakte hij zijn debuut op de marathon in Madrid. Hij won in een tijd van 2:09.15. In 2015 won hij zilver in de marathon van Amsterdam met een tijd van 2:07.18 en voor de tweede keer goud in de marathon van Madrid. Een jaar later liep hij een nieuw persoonlijk record in Amsterdam (2:06.07).
In 2017 won hij de Lake Biwa Marathon in een tijd van 2:09.06 door in de laatste 300 meter weg te sprinten van landgenoot Vincent Kipruto.

## Persoonlijke records
| Onderdeel      | Prestatie | Datum            | Plaats    |
| -------------- | --------- | ---------------- | --------- |
| 5.000 m        | 13.55     | 12 juli 2009     | Eindhoven |
| 10 km          | 27.54     | 3 april 2010     | Paderborn |
| 15 km          | 42.48     | 10 maart 2013    | Den Haag  |
| halve marathon | 59.05     | 1 september 2012 | Lille     |
| marathon       | 2:06.07   | 16 oktober 2016  | Amsterdam |